# ComiXology

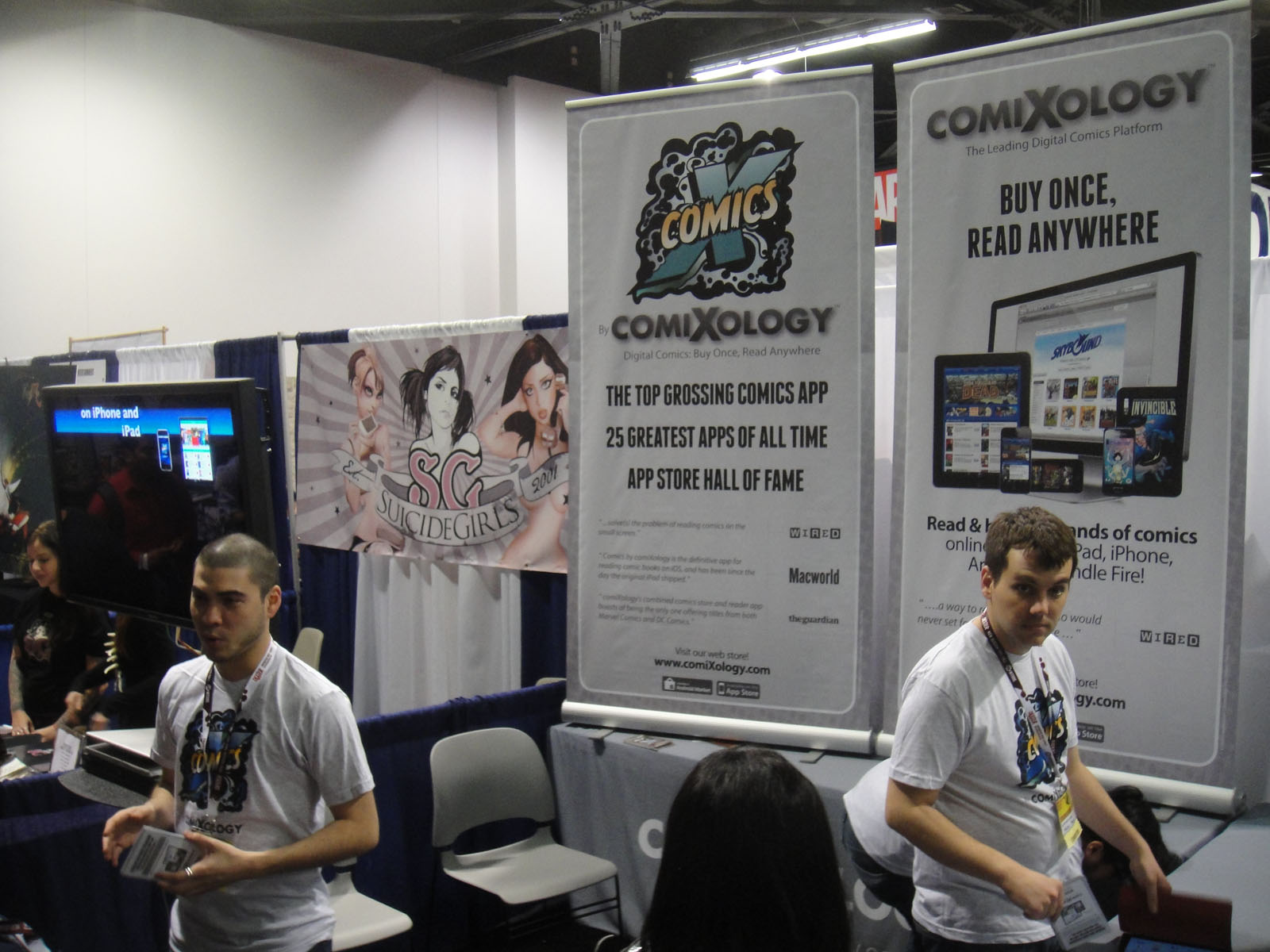
Estande da ComiXology na WonderCon de 2012.

ComiXology (estilizado comiXology) é uma plataforma de comics digitais oferecida por computação em nuvem, disponível nos Estados Unidos, França, Reino Unido e, União Europeia com suporte a língua inglesa somente. A empresa foi fundada em 2007 por David Steinberger, John D. Roberts, e Peter Jaffe. Posteriormente ao vencer o plano de negócios da concorrência na Universidade de Nova Iorque, a empresa recebeu financiamento  por: Kit McQuiston, New York Angels e Rose Tech Ventures.
Com mais de 200 milhões de downloads em quadrinhos a partir de setembro de 2013. Ele oferece uma seleção de mais de 50.000 histórias em quadrinhos e graphic novels, com suporte para Android, iOS, Kindle, Windows 8 e, on-line.
A plataforma digital do ComiXology possui tecnologia própria que, permite ler quadrinhos em tela cheia ou painel para painel, imitando o movimento natural do olho, como se os leitores estivessem experimentando a leitura de um livro impresso. Essa tecnologia é usada em aplicações próprias da empresa, e é o motor usado pela maioria das grandes editoras de quadrinhos nos Estados Unidos, incluindo a Marvel e DC Comics para os seus serviços digitais próprios.
Com o lançamento da terceira geração do iPad com tela retina, ComiXology lançou um formato de quadrinhos de alta definição apelidado CMX-HD. A empresa também fornece ferramentas para os varejistas de quadrinhos impressos para participar nas vendas digitais.
Em abril de 2014, ComiXology tornou uma subsidiária da Amazon.com.

## Produtos
- ComiXology.com (lançado em julho 2007), uma comunidade online para fãs de quadrinhos; o site permite os leitores identificar os próximos lançamentos e desenvolver listas de compras (individuais e Pré-vendas) das lojas locais de quadrinhos impressos. O site exibe anúncios semanais de novos títulos que podem ser visualizados por questão: a exibição de arte da capa, créditos, descrição, preço, contagem de páginas e outras informações; O site também inclui colunas semanais, blogs, notícias e podcasts. Os usuários podem avaliar e comentar sobre histórias em quadrinhos individuais. Em 24 de Julho de 2014, ComiXology começou a oferece downloads nos formatos PDF e CBZ, livre de DRM para os quadrinhos disponíveis a partir de editores selecionados em sua loja online.[11]

- Pull List (lançado Dezembro de 2008), é um localizador de lojas que vendem quadrinhos impressos. O aplicativo da comiXology para  iOS vem com o localizador embutido.

- Ferramentas varejista (lançados fevereiro de 2009), um conjunto de soluções web "fora da caixa" para varejista de quadrinhos impressos com intuito de otimizar sua presença online. Vários varejistas em todo o mundo utilizam essa ferramenta integrada em suas operações, o que representa cerca de 2% de todas as pré-encomendas no mercado.[carece de fontes?]

- Revistas em quadrinhos por ComiXology (lançado Julho de 2009), um leitor de quadrinhos digital e loja para dispositivos móveis, incluindo iOS (lançado abril de 2010), Android, Windows 8 (através do Windows Store), e (leitor web lançou Junho de 2010) Internet, que permite aos usuários acessar sua coleção de quadrinhos digitais em vários dispositivos.

## Recepção
Em setembro de 2011, o aplicativo da ComiXology foi a aplicação mais baixado na App Store, norte americana, e juntamente com os pedidos de marca para outras editoras de quadrinhos, representavam a maioria dos cinco aplicativos para iPhone de mais baixados.
Tendo consistentemente classificado como um dos aplicativos do iPad de mais baixados no iTunes, ComiXology foi chamado de "iTunes dos quadrinhos" por The New York Times em maio de 2012. Em 2011, comiXology foi classificado como número 10 no top 20 dos aplicativos da App Store e também movidos dois outros aplicativos no top 20 - Marvel e DC. Em 2012, comiXology foi classificado como o número 3 no top da App Store, só aplicativo permaneceu na lista dos dez melhores a partir de 2011.

## Controvérsias
Em março de 2013 durante o South by Southwest, um problema surgiu quando a Marvel tentou distribuir mais de 700 histórias em quadrinhos de graça via ComiXology para a promoção Marvel # 1. Os servidores comiXology foram incapazes de acompanhar a demanda do usuário, impedindo que os usuários obtivessem os quadrinhos promocionais, bem como ler quadrinhos que tinham comprado. Isso levou a um pedido formal de desculpas e as promoções a serem adiadas. Logo depois, a promoção foi oferecida novamente e relatado "funcionou na perfeição". Na sequência das dificuldades que se seguiram alguns usuários têm levantado preocupações sobre o acesso de seus arquivos em plataforma encerrada. Para responder a esta preocupação, em julho 2014 editores selecionados permitiram downloads sem DRM de seus quadrinhos.
Em 9 de Abril de 2013, o escritor Brian K. Vaughan emitiu uma declaração no blog de Fiona Staple's que Apple Inc. tinha proibido a venda de Saga # 12 através iOS. Esta declaração foi rapidamente divulgada pela mídia, o impulso para a "proibição" foi especulado para ser em resposta a dois painéis que retrataram o sexo oral entre homens, violando as restrições da Apple sobre o conteúdo sexual. A questão estava disponível através do ComiXology e do site oficial da Image Comics, publicadora do quadrinho. A proibição foi criticada por artistas e escritores, que apontavam para o conteúdo semelhante explícita em edições anteriores e em outras obras vendidas através do iTunes. William Gibson e outros sugeriram que a restrição poderia ter ocorrido especificamente porque os desenhos em questão envolvia sexo gay. Um dia depois, Comixology anunciou que tinha sido eles, não a Apple, que tinha optado por não fazer o quadrinho disponível, com base na sua interpretação das regras da Apple, e que depois de receber esclarecimentos da Apple, o quadrinho seria liberado no iOS. Brian K. Vaughan, em seguida, emitiu um comunicado pedindo desculpas pelo mal-entendidos.
Desde a controversa compra da Amazon.com, foi removido a opção de compra de quadrinhos dentro do iOS. Esta mudança resultou em reação imediata da comunidade de fãs de quadrinhos, criticando aquisição do distribuidor pela Amazon. Com essa mudança na estrutura da ComiXology, leitores ficaram preocupados com o futuro da distribuição de quadrinhos digital.

## Relação de conteúdo
- ComiXology atualmente detém os direitos de distribuição exclusiva no iOS para conteúdos digitais da DC Comics através de aplicações e comics de sua marca.[carece de fontes?]

- ComiXology detém os direitos de distribuição digitais exclusivos para:
  - Todos os titulos de Robert Kirkman, incluindo The Walking Dead;[25]
  - Youngblood e Armageddon Now, originais de Rob Liefeld co-fundador da Image Comics.[26]

- Primeiro título digital original do ComiXology, Box 13, foi adquirida pela Red 5 Comics para distribuição de impressão. ComiXology também encomendou uma sequência para os quadrinhos intitulado O Projeto Pandora.[27]

- Moon Girl Lua é um original de quadrinhos publicada pela ComiXology baseado em um personagem de quadrinhos no domínio público. A equipe criativa de Moon Girl é Tony Trov, Johnny Zito, e Rahzzah.[28]

## Ligação externas
- «ComiXology EUA» (em inglês)
- «ComiXology França» (em francês)
- «ComiXology União Européia» (em inglês)
- «ComiXology Reino Unido» (em inglês)